# Moeller
Moeller Holding GmbH — німецька компанія, виробник низковольтного електротехнічного обладнання і засобів автоматизації. Штаб-квартира знаходиться в Бонні (Німеччина). Компанія Moeller заснована в 1899 році в Кельні, тепер стала компанією світового масштабу. У компанії працює 8 600 осіб. Нині Moeller має представництва в 90 країнах світу, 15 виробничих підприємств і більш ніж 350 торгових філій. Основними конкурентами компанії на німецькому електротехнічному ринку є ABB, Siemens AG, Hager.
На сьогодні компанія Moeller — це розробник і виробник у галузі промислової автоматизації, низьковольтних розподільчих установок і обладнання, розподільчих систем і передачі енергії, модульних приладів для захисту, увімкнення і вимкнення, сповіщення і вимірювання та іншого електротехнічного обладнання.
У грудні 2007 року Moeller GmbH була куплена американською промисловою групою Eaton Corporation.

## Історія компанії
1899  – компанія заснована Францем Клекнером, новатором у галузі електротехніки.

1900 – випуск пускача постійного струму з розчіплювачем нульового струму й розчіплювачем перевантаження для метало-різальних верстатів.

1912 – Гейн А. Моеллер розробив перший у Європі трифазний масляний вимикач.

1957 – контактор DIL7, термін роботи 3 млн циклів при 100 кВт, 380-600 В.

1960 – розподільні щити з прозорими панелями для візуальної перевірки без необхідності відкривання шаф.

1963 – Герт Моеллер трансформує компанію Моеллер у міжнародну компанію, що спеціалізується на низьковольтному обладнанні, комутаційних пристроях та пристроях керування.

1980 – дуже успішний продукт – компактний програмований контролер PS3.

1990 – система розподілення електроенергії – шафи Modan до 6300 А.

1998 – придбання F&G AG (Кельн). Розширення асортименту продукції обладнанням для середньої  напруги і для розподілення електроенергії в будівлях.

1998 – вихід на ринок програмованих реле Easy. Початок успішного шляху.

1999  – 100-річчя компанії ознаменувалось зміною назви з Клекнер-Моеллер на Моеллер.

2003 – зміна акціонера, Advent International Coorporation (Бостон) придбав Моеллер Груп.

2008 – Моеллер стає власністю міжнародної корпорації Eaton.

## Продукція за серіями обладнання

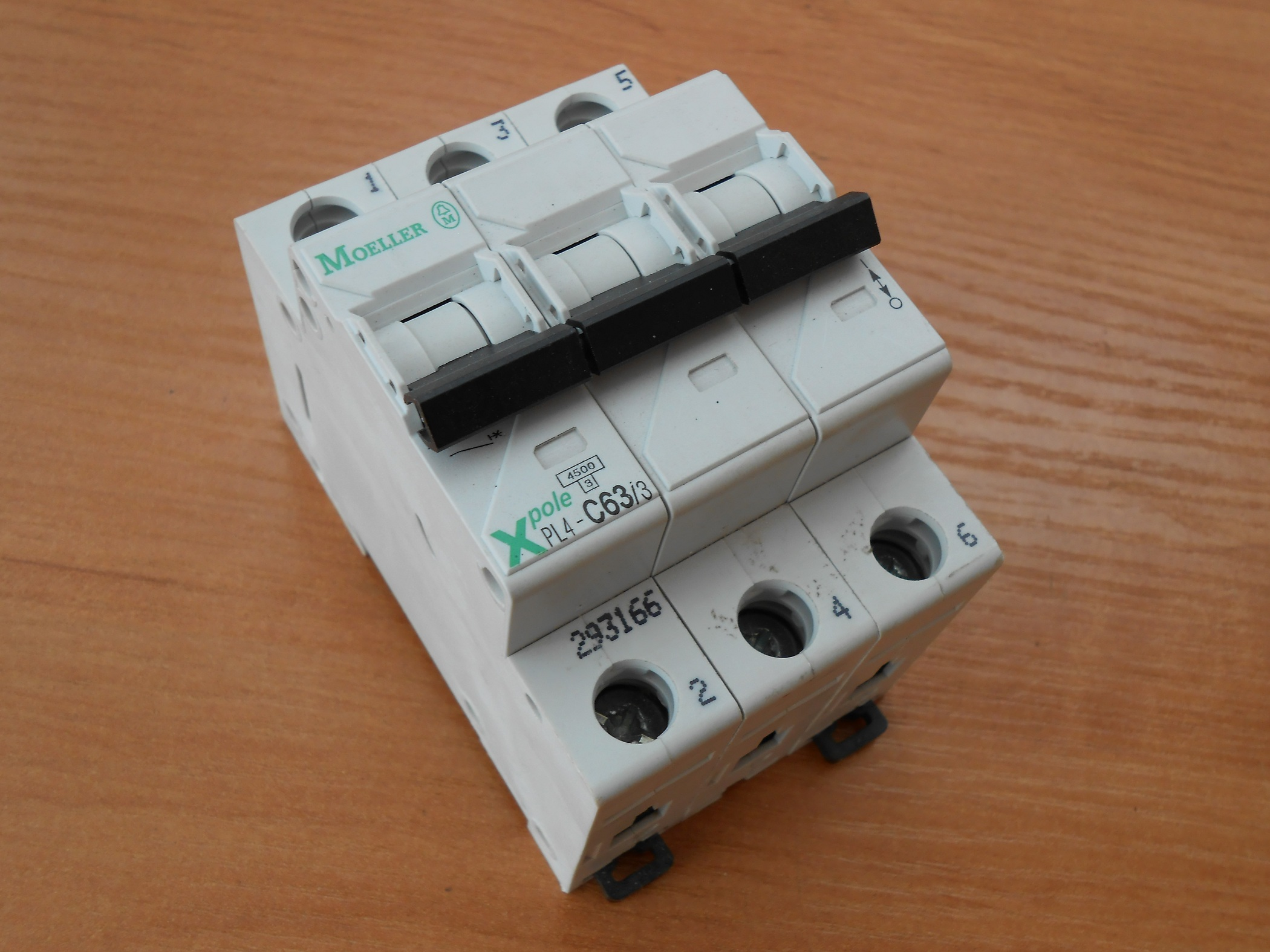
Триполюсний автоматичний вимикач, виробництва компанії Moeller.

xStart – поворотні вимикачі, пускачі, частотні перетворювачі

	- Контактори

	- Автомати захисту електродвигунів 

	- Пускачі двигунів 

	- Пристрої плавного пуску 

	- Привід 

xEnergy – системи розподілення, комутації і керування

	- Силові автоматичні вимикачі

	- Інсталяційне обладнання для промислового використання

	- Розподільчі щити

xSystem – керування і автоматизація

	- xControl - HMI-PLC

	- Модульні контролери

	- Компактні контролери

	- Дистанційні вмикачі/вимикачі

	- Керувальні реле

xCommand – керування і сигналізація

  - Пристрої керування і сигналізації

  - Кнопки 

	- Сигнальні маяки 

	- Позиційні вимикачі 

	- Кулачкові вимикачі 

xPole – комутація і захист

	- Пристрої захисного відключення

	- Автоматичні вимикачі малих розмірів 

	- Пристрої для монтажу на DIN-рейку

	- Пристрої захисту від перенапруг

xComfort – керування і автоматизація

	- Система радіозв’язку Моеллер

	- Nikobus 

	- EIB 

xBoard –розподілення електроенергії

	- Місцеві щитки

	- Вбудовані щитки і для зовнішнього монтажу, щитки напольні

xPatch – комунікація і мережі передачі даних

	- 19" і 10” центральні розподільчі щити для швидкісних мереж

	- Структуровані системи кабелів та аксесуарів для дому і невеликих офісів

## Тестова лабораторія в м. Бонн
TL Bonn – це промисловий випробувальний сертифікаційний центр по промисловим низьковольтним пристроям і системам в галузі електромагнітної сумісності

	- Випробування систем розподілення енергії і автоматизації;

	- Випробування сировини і матеріалів;

	- Кліматичні і вібраційні тести;

	- Перевірка на вплив струмів КЗ і світлової дуги до 300 000 А